# جون ديفيد كيلي
جون ديفيد كيلي (بالإنجليزية: John David Kelly)‏ هو قاضي أمريكي، ولد في 9 أكتوبر 1934 في غراند فوركس في الولايات المتحدة، وتوفي في 21 أكتوبر 1998 في روشستر في الولايات المتحدة.